# Sexuelle Orientierung
Sexuelle Orientierung, auch Sexualorientierung oder Geschlechtspartner-Orientierung, erfasst die nachhaltigen Interessen einer Person bezüglich des Geschlechts beziehungsweise der Geschlechtsidentität (Gender) von potentiellen Partnern auf der Basis etwa von Reproduktionsinteresse, Emotion, romantischer Liebe, Sexualität und Zuneigung. Von sexuellem Verhalten unterscheidet sich die Orientierung durch den Bezug auf Gefühle und Selbstkonzept. Darauf basierendes sexuelles Verhalten kann stattfinden, muss aber nicht. Zwischen zwei Extremen herrscht eine stufenlose Vielfalt.
Für dasselbe Themengebiet wurden und werden auch die Bezeichnungen Geschlechtsneigung, sexuelle Veranlagung, sexuelle Ausrichtung, sexuelle Neigung verwendet oder Sexualpräferenz oder sexuelle Identität, die aber meist weitreichendere oder teilweise andere Definitionen enthalten.

## Kategorien und Abgrenzung

### Kategorien bezüglich der geschlechtlichen Präferenz
Die bekanntesten sexuellen Orientierungen, die sich auf die geschlechtliche Präferenz beziehen, sind:
- Heterosexualität – ausschließlich oder überwiegend Menschen des anderen Geschlechts sind von Interesse
- Homosexualität – ausschließlich oder überwiegend Menschen des gleichen Geschlechts sind von Interesse
- Bisexualität (von der lateinischen Vorsilbe bi- „zwei“) – Anziehung zu Menschen des eigenen und zu Menschen anderen Geschlechts

Weitere Kategorien sind:
- Polysexualität – Menschen verschiedenen, aber nicht allen sozialen oder körperlichen Geschlechts, können von Interesse sein.
- Pansexualität – Menschen jeglichen sozialen oder körperlichen Geschlechts können von Interesse sein. Bei der Pansexualität liegt der Fokus auf dem Charakter eines Menschen, während das Geschlecht als Egalität empfunden wird.
- Omnisexualität – Menschen jeglichen sozialen oder körperlichen Geschlechts können von Interesse sein. Bei der Omnisexualität ist anders als bei der Pansexualität das individuelle Geschlecht für die Anziehung relevant.

### Kategorien bezüglich der Ausprägung der Präferenz
Einige Kategorien, die die sexuelle Orientierung über die geschlechtliche Präferenz hinaus definieren können, sind:
- Asexualität – Menschen sind unabhängig von deren Geschlecht in sexueller Hinsicht für asexuelle Personen nicht oder nur wenig von Interesse. Im Gegensatz zu den anderen sexuellen Orientierungen trifft der Begriff der Asexualität aber keine Aussage über die gefühlsmäßige Ausrichtung oder die romantische Orientierung.
- Abrosexualität – Menschen, deren Sexualität sich in regelmäßigen oder unregelmäßigen Abständen ändern kann
- Autosexualität – Menschen, die sexuelle Erfahrungen überwiegend bis ausschließlich mit sich selbst präferieren.

### Bedeutungen der Kategorien
Für eine Einteilung sind die überwiegenden und zeitlich anhaltenden Interessen von Bedeutung. Die Kategorien alleine können im allgemeinen Sprachgebrauch folgende verschiedene Bedeutungen haben:
1. ein Verhalten (etwa situationsgebundene Homosexualität im Gefängnis, Jugenderlebnisse)
2. ein Zustand („homosexuell sein“), eine Persönlichkeitseigenschaft, eine Wesensart
3. eine soziale Rolle (verschiedene Art und Weisen, wie Menschen in der Gesellschaft etwa als „Bisexuelle“ leben)

Ein Homosexueller, Bisexueller oder Heterosexueller ist also entweder jemand, der ein bestimmtes Verhalten zeigt, oder jemand, der sich in einem bestimmten Zustand befindet, oder jemand, der eine bestimmte soziale Rolle spielt. Heute gibt es in den meisten westlichen Ländern die Tendenz, alle drei Bedeutungen zu bündeln. Verhalten, Zustand und soziale Rolle sind demnach verschiedene Aspekte des gleichen Phänomens, der sexuellen Orientierung.
Selten wird folgende Einteilung verwendet:
- Androphilie – überwiegend Männer sind von Interesse
- Pansexualität/Bisexualität
- Gynäkophilie – überwiegend Frauen sind von Interesse

Dies kann vor allem bei der Beschreibung von inter- und transgeschlechtlichen Menschen sowie dritten Geschlechtern anderer Kulturen Vorteile bieten, wo die anderen Begriffe manchmal Verwirrung stiften.

### Asexualität
Asexualität wird oftmals zu den sexuellen Orientierungen hinzugerechnet, auch wenn der Begriff sich nur auf die aktive Sexualität selbst bezieht, nicht auf die romantische Attraktion (welche bei anderen Sexualitäten übereinstimmt). Hierbei wird oft das Split Attraction Model verwendet, um zu erklären, dass die sexuelle Attraktion nicht unbedingt mit der Ausrichtung der emotionalen oder romantischen Anziehung oder dem Verhalten im Hinblick auf den Austausch von Zärtlichkeiten übereinstimmt. Kinsey verwendete neben seiner siebenstufigen Skala auch eine Kategorie X für jene, die weder von Männern noch von Frauen sexuell erregt oder angezogen werden. Aktuell (Stand 2023) finden international und auch im deutschsprachigen Raum Forschungen zur Asexualität statt.

### Bisexualität
Je nach Methode und deren Verwendung gibt es unterschiedliche Kriterien für diese Kategorie. Durch die multidimensionale Betrachtungsweise hat sich auch die Auffassung von Bisexualität verändert, ist aber noch immer sehr unterschiedlich. Früher wurde sie sowohl bei Laien als auch in der wissenschaftlichen Literatur als eine Durchgangsphase gesehen oder als eine Verleugnung der eigenen Homosexualität betrachtet. Heute gilt sie als eigene sexuelle Orientierung. Betrachtet man bisexuelle Männer und Frauen, ist die Richtung der sexuellen Empfindungen in jüngeren Jahren weniger prädikativ für die spätere sexuelle Orientierung im Gegensatz zu hetero- oder homosexuellen Männern und Frauen.
Fritz Klein definierte verschiedene Arten von Bisexualität und konzentrierte sich dabei vor allem auf das Erleben:
- transitionale (als Übergangsphase zur Homo- oder Heterosexualität)
- historische (als vergangene sexuelle Orientierung)
- sequentielle (Phasen mit ausschließlich heterosexuellen Beziehungen weichen Phasen mit ausschließlich homosexuellen Beziehungen)
- gleichzeitige (homo- und heterosexuelle Beziehungen werden parallel geführt)

M. W. Ross führte noch weitere Kategorisierungen von Bisexualität ein und bezog somit auch das Verhalten mehr ein:
- abwehrende (um Homosexualität abzuschwächen oder zu verheimlichen)
- verheiratete (wenn jede und jeder in einer Gesellschaft heiraten muss)
- rituelle (wenn homo- und heterosexuelle Beziehungen kulturelle Normen sind)
- equal (wenn die sexuelle Orientierung bedeutungslos ist, weil das Geschlecht keine Rolle in der Sexualität spielt, nahestehend zur Pansexualität)
- latino (wenn die sexuelle Rollenaufteilung beim Analverkehr strikt ist)
- experimentelle (nur wenige homosexuelle Kontakte)
- sekundäre (wenn keine heterosexuellen Möglichkeiten da sind, etwa im Gefängnis)
- technische (wenn etwa lesbische Frauen sich Männern prostituieren)

In der alltäglichen Verwendung des Begriffs und in der Selbstidentifikation bewegt es sich zwischen jedem, der sich mit beiden Geschlechtern Sex vorstellen kann, und jenen, die vollinhaltliche Beziehungen mit beiden Geschlechtern leben wollen. Letztere bezeichnen sich öfter und dauerhafter als bisexuell. Im Englischen gibt es für Menschen, die sich nicht als bisexuell identifizieren, aber ein gewisses Interesse an einer Beziehung oder sexueller Aktivität fühlen oder zeigen, den Begriff bi-curious (auch bicurious geschrieben; dt. ‚bineugierig‘). Der Begriff impliziert zwar, dass man keine oder nur wenig sexuelle Erfahrung hat, wird aber öfters auch später in der Selbstbeschreibung weiterverwendet, wenn man sich durch die anderen Begriffe nicht adäquat beschrieben fühlt.
In Untersuchungen werden auch mehr als zufällige Bisexuelle oft der Gruppe der Homosexuellen zugeschlagen, primär wegen der meist kleinen Stichprobengröße. Und trotz der Anmerkung Kinseys aus dem Jahre 1948 und der geänderten Auffassung stellte Sell noch 1997 die dominante Forschungsperspektive fest, die Menschen als 100 % heterosexuell oder 100 % homosexuell klassifiziert. Dies zeigt sich bis heute in der Mainstream-Meinung der westlichen Kultur.
Im Prinzip findet sich dies auch in einer bestimmten Sichtweise wieder, die nur heterosexuelle Menschen und heterosexuelle Menschen mit einem homosexuellen Problem wahrnehmen. In einer aktuellen Untersuchung hat sich die Soziologin Kim Ritter mit den spezifischen Diskriminierungserfahrungen bisexueller Menschen befasst. Diese würden nicht einfach durch Homophobie abgedeckt, sondern trügen darüber hinausgehende Diskriminierungs-Elemente.

### Pädophilie/Pädosexualität
In der Fachwelt wird aus verschiedenen Gründen öfter darüber diskutiert, ob echte Pädophilie – bei der das primäre sexuelle Interesse Personen gilt, die noch nicht die Pubertät erreicht haben – im engeren Sinn (nicht Machtinteressen, Sadismus oder Ersatzhandlungen) als sexuelle Orientierung, Ausrichtung, Präferenz oder Neigung anzusehen ist.
Als Lösungsansatz teilen Ahlers, Schaefer und Beier 2005 die menschliche Sexualität auf die folgenden drei Komponenten auf. Diese Aufteilung wird schon diskutiert, hat sich aber noch nicht durchgesetzt.
- sexuelle Orientierung: Sie bezieht sich auf das Geschlecht, also männlich oder weiblich, und es gibt Heterosexualität, Bisexualität und Homosexualität.
- sexuelle Ausrichtung: Sie bezieht sich auf das Alter der bevorzugten Sexualpartner und es wird unterschieden nach Interesse am kindlichen, jugendlichen und erwachsenen Körper.
- sexuelle Neigung: Sie bezieht sich auf die Sexualpraktiken, also die Art und Weise, wie jemand seine Sexualität auslebt oder ausleben möchte. Die Bandbreite der sexuellen Neigungen ist groß und kann zum Beispiel Sadismus, Masochismus, Voyeurismus, Exhibitionismus oder Fetischismus umfassen.

Die Diskussion hat auch eine gesellschaftliche und politische Dimension. So greifen einerseits pädophilenfreundliche Personen und Betroffene gerne aus verschiedenen Gründen zur Bezeichnung „sexuelle Orientierung“. Dies ist einer von mehreren völlig verschiedenen Gründen, den Begriff „Pädosexualität“ zu verwenden, weil er sich in das Schema der hier bestehenden Begriffe besser einpasst. Sie wollen unter anderem damit ausdrücken, dass es unveränderbar ist, sich auf verschiedene Gefühlsebenen erstreckt und nicht unbedingt eine sexuelle Handlung bedingt. Zudem wollen manche die Errungenschaften der Lesben- und Schwulenbewegung für sich nutzen. Andererseits greifen gerne Kritiker der Gleichstellung Homosexueller (Bisexualität wird hier mit eingeschlossen) und von Antidiskriminierungsregelungen auf diese Formulierung zurück und betrachten diese unter dem gleichen Aspekt. Manche bezweifeln auch generell die Existenz einer sexuellen Orientierung. Oft wird wegen der sehr unscharf verwendeten Begriffe auch Ephebophilie (Päderastie) oder Parthenophilie – wo Jugendliche von Interesse sind – mit eingeschlossen. Gerontophilie – wo wesentlich Ältere von Interesse sind – wird aber von Konservativen dabei meist nicht erwähnt.
Dies hat aber letztlich in absehbarer Zukunft keinen direkten Einfluss auf eine direkte Straffreistellung oder einen möglichen Versuch, diese durch eine Klage nach einem Antidiskriminierungsgesetz zu erwirken. (→ Rechtliche Aspekte)

### Andere Begriffe
Von der sexuellen Orientierung unterscheiden sich die folgenden Begrifflichkeiten:
- Intergeschlechtlichkeit – Bezeichnung für Menschen, deren körperliche Geschlechtsmerkmale nicht eindeutig als weiblich oder männlich einzuordnen sind
- Transgeschlechtlichkeit – vom Geburtsgeschlecht abweichende Geschlechtsidentität, verwandt damit der veraltete Begriff der Transsexualität
- Transvestitismus – Tragen der Bekleidung des anderen Geschlechts

## Grenzziehung zwischen den Kategorien
Verschiedene Forscher haben verschiedene Definitionen benutzt. In folgender Tabelle sind Beispiele anhand der Stufen der Kinsey-Skala dargestellt.
| Kinsey-Stufe                                                         | 0             | 1             | 2             | 3           | 4           | 5           | 6           |
| -------------------------------------------------------------------- | ------------- | ------------- | ------------- | ----------- | ----------- | ----------- | ----------- |
| Kinsey (1948, 1953)                                                  | heterosexuell | bisexuell     | bisexuell     | bisexuell   | bisexuell   | bisexuell   | homosexuell |
| Weinberg & Williams (1974, 1975) Bell & Weinberg (1978) Green (1987) | heterosexuell | heterosexuell | bisexuell     | bisexuell   | bisexuell   | homosexuell | homosexuell |
| Haeberle (1978)                                                      | heterosexuell | heterosexuell | heterosexuell |             |             |             |             |
| Haeberle (1978)                                                      |               | bisexuell     |               |             |             |             |             |
| Haeberle (1978)                                                      |               |               |               | homosexuell |             |             |             |
| Sandfort & van Zessen (1991)                                         |               |               | bisexuell     | bisexuell   | bisexuell   | bisexuell   |             |
| Sandfort & van Zessen (1991)                                         |               |               |               |             | homosexuell |             |             |

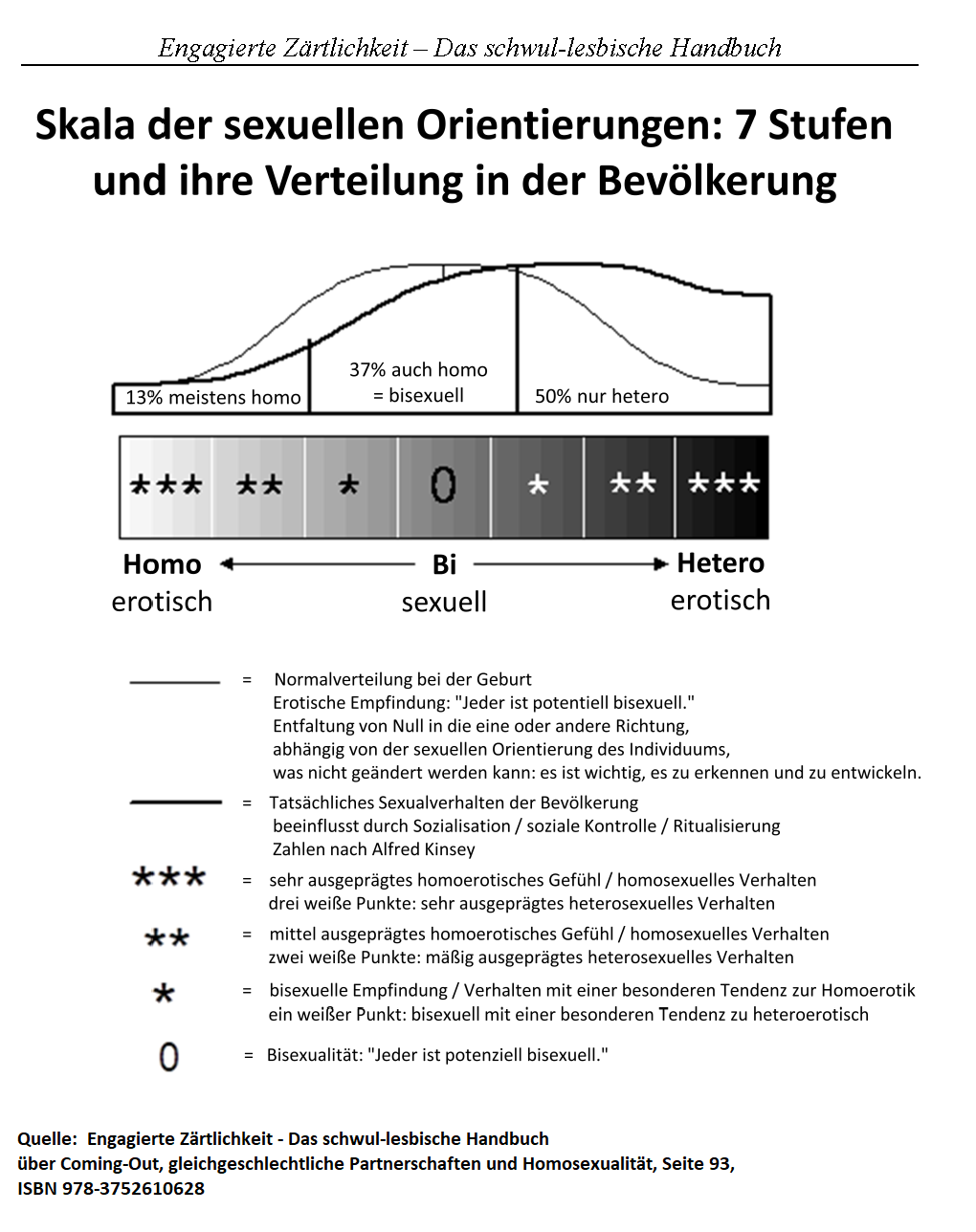
Beispiel einer Skala der sexuellen Orientierung: hier wurden auf Basis der Kinsey-Skala im Handbuch Engagierte Zärtlichkeit (2020) die sieben Stufen mit jeweiliger Verteilung in der Bevölkerung nach Kinsey grafisch dargestellt

Jede Grenzziehung ist künstlich und willkürlich und muss auch so verstanden werden. Alfred Charles Kinsey sah die nach ihm benannte Skala als Darstellung eines Kontinuums an, was auch durch die schräge Linie zwischen den Endpunkten verdeutlicht werden soll. Er war auch der Erste, welcher statistische Erhebungen im größeren Umfang durchgeführt und nach psychischen wie physischen Erfahrungen eingeteilt hat. Andere verwenden Selbstidentifikationen als Kriterium (wobei dann auch die Möglichkeit der Unsicherheit bedacht werden sollte) und wieder andere nur die Anzahl sexueller Handlungen innerhalb eines bestimmten Zeitraums.
Das folgende Zitat stammt aus dem Kinsey-Report über das Sexualverhalten des Mannes aus dem Jahre 1948 und stellt eine Kritik an einer zu strikten Kategorisierung dar:

„Man kann die Welt nicht in Schafe und Ziegen einteilen. Nicht alle Dinge sind schwarz oder weiß. Es ist ein Grundsatz der Taxonomie, dass die Natur selten getrennte Kategorien aufweist. Nur der menschliche Geist führt Kategorien ein und versucht, die Tatsachen in getrennte Fächer einzuordnen. Die lebendige Welt ist ein Kontinuum in all ihren Aspekten. Je eher wir uns dessen in Bezug auf menschliches Sexualverhalten bewusst werden, um so eher werden wir zu einem wirklichen Verständnis der Realitäten gelangen.“

Besonders im Zuge der HIV- und AIDS-Forschung wurden Probleme durch die Verwendung der Begriffe deutlich: Einerseits bei den Fragebögen, da sich nicht alle, welche gleichgeschlechtlichen Sex hatten, auch als bisexuell oder homosexuell identifizierten, und andererseits führten die Denkschablonen heterosexuell, homosexuell und bisexuell zu falschen Schlüssen bezüglich des Infektionsrisikos. Um diese Probleme zu vermeiden und da die sexuelle Identität für die Epidemiologie nur zweitrangige Bedeutung hat, formulierte man teilweise die Fragebögen um, indem man die oft als wertend und ideologisch aufgeladenen Begriffe durch neutrale Fragen nach dem Verhalten ersetzte, und führte die Begriffe Männer, die Sex mit Männern haben (MSM) und Frauen, die Sex mit Frauen haben (FSF, WSW) ein.

## Fluidität der sexuellen Orientierung in der Adoleszenz
Mehrere Studien haben gezeigt, dass besonders Jugendliche und junge Erwachsene von einer gewissen sexuellen Fluidität (Fließfähigkeit) berichten. Das heißt, sie wollen oder können sich (zunächst) nicht festlegen, welches Geschlecht sie anziehend finden, mit welcher Sexualität sie sich identifizieren oder mit welchem Geschlecht sie sexuelle Handlungen ausüben wollen.

### Fluidität sexueller Handlungen
Studien zeigen, dass sexuelle Handlungen in geringer Intensität (etwa Küssen) bei Jugendlichen beider Geschlechter relativ häufig stattfinden. Es gibt widersprüchliche Befunde zu den Geschlechterunterschieden in der sexuellen Fluidität. Viele (vor allem) ältere Studien fanden, dass Mädchen häufiger von fluiden Anziehungen berichteten als Jungen. Diese Befunde konnten jedoch nicht immer gefunden werden.

### Stabilität einer nicht-heterosexuellen Identität
In einigen Studien wurde untersucht, inwieweit Personen, die sich zunächst als nicht-heterosexuell bezeichneten, ihre sexuelle Orientierung im Laufe der Zeit änderten. In einer Studie bei jungen Frauen zeigte sich, dass über ein Viertel aller nicht-heterosexuellen Frauen ihre Angabe nach einigen Jahren änderten, wobei die Hälfte davon sich wieder als heterosexuell einordneten und die andere Hälfte keine Einordnung mehr vornahm.
In einer Studie bei Männern konnte hingegen beobachtet werden, dass von einer Bisexualität oder Unentschlossenheit eher zu einer Homosexualität gewechselt wurde.

### Mögliche Gründe für die sexuelle Umorientierung
- Bei Längsschnittstudien oder generell älteren Studien kann es zu einem Effekt durch die Veränderung der gesellschaftlichen Akzeptanz von Homosexualität kommen.
- Für manche Personen war die Bisexualität ein Übergang zur Homosexualität.
- Es gibt eine Phase der sexuellen Infragestellung, des Experimentierens, bevor Personen sich ihrer sexuellen Identität bewusst werden.[19]
- Konflikte mit dem sozialen Umfeld oder sozialen Rolle müssen ausgetragen werden.

## Kategorisierungsmodelle – Grunddimensionen

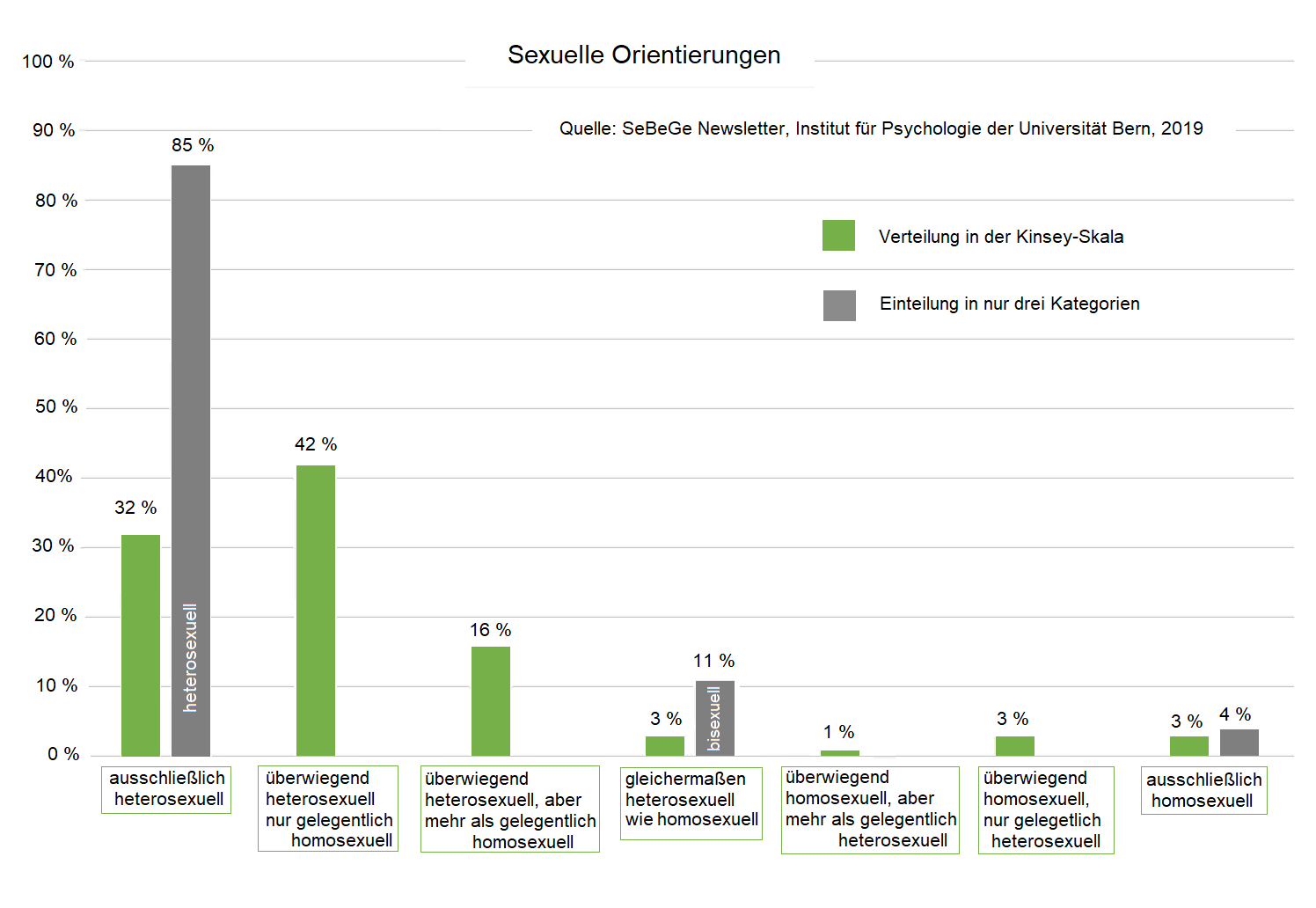
Häufigkeit sexueller Orientierungen bei Einteilung in nur drei Kategorien und nach der Kinsey-Skala

Häufig werden nur von der Masse abweichende (bisexuelle, homosexuelle) Kriterien definiert. Will man eine Häufigkeit sexueller Orientierungen erfassen oder Eigenschaften bestimmten Kategorien zuschreiben, spielen neben den Modellen auch viele andere Faktoren wie Art der Fragestellung und demographische Aspekte eine entscheidende Rolle.

### Selbstidentifikation
Die Frage nach der Selbstidentifikation der Probanden ist die einfachste Methode, um Informationen über die sexuelle Orientierung zu erhalten. Für viele Zwecke, wie beispielsweise im alltäglichen Marketing, ist sie ausreichend, für genauere soziologische und psychologische Untersuchungen jedoch nicht. Neben den Begriffen hetero-/bi-/homosexuell bietet sich hier auch die Kombination hetero-/bisexuell/schwul/lesbisch an, da diese Begriffe meist als Selbstidentifikation benutzt werden, wobei allerdings manche ältere Jahrgänge sich nicht als schwul oder lesbisch sehen. Manchmal werden auch weitere Begriffe aufgenommen. Zusätzlich geht man öfter, insbesondere bei jungen Menschen - aber nicht nur – darauf ein, dass sie sich nicht sicher sind. Manchmal geht man darauf ein, dass Menschen ihre sexuelle Orientierung lieber verschweigen oder solche Kategorisierungen generell ablehnen. Bei Befragungen nach der Selbstbezeichnung können auch Kombinationen der Begriffe vorkommen.
Mögliche Begriffe:
- homosexuell; schwul; lesbisch; gay; homo; verzaubert; warm
- bisexuell; bi; ambisexuell; pansexuell
- queer
- heterosexuell
- unsicher; ist mir derzeit nicht klar
- asexuell
- ich lehne solche Definitionen ab
- möchte ich nicht sagen

Bei Fragen nach der Selbstidentifikation kommt es gegenüber Fragen nach dem sexuellen Verhalten und dem sexuellen Erleben zu den niedrigsten Prozentsätzen. Dies trifft vor allem auf Jugendliche zu, da die Selbstidentifikation als homo- oder bisexuell fast gesetzartig erst einige Jahre nach dem gleichgeschlechtlichen Sexualverhalten und der gleichgeschlechtlichen Anziehung stattfindet. In einer amerikanischen Untersuchung (Remafedi 1992) bezeichneten sich von den Jugendlichen, die sich sexuell vorwiegend zum gleichen Geschlecht hingezogen fühlen, nur 5 % selbst als homosexuell. In manchen Kulturen gibt es auch keine oder andere Begriffe für die sexuelle Orientierung, sodass eine Selbstkategorisierung als homo- oder heterosexuell nicht möglich ist.
Manchmal werden an die Kinsey-Skala angelehnte fünf- oder siebenstufige Likert-Skalen verwendet, um sich zwischen 1 („exklusives sexuelles Interesse am anderen Geschlecht“) und 5 („exklusives sexuelles Interesse am eigenen Geschlecht“) einzuordnen. Wenn drei Gruppen benötigt werden, werden die Gruppen 1 und 2 zu Heterosexuellen und die Gruppen 4 und 5 zu Homosexuellen zusammengefasst. Magnus Hirschfeld gab bei einer der ersten Befragungen im Jahre 1904 auf einer Karte „M“, „W“ und „M + W“ vor. Einigen Befragten war die Dreiteilung zu wenig differenziert. Bei der „bisexuellen“ Option wurde von ihnen „ohne daß danach gefragt worden war, das W. oder das M. durch zwei oder mehrere Striche stärker hervorgehoben.“ Bei der nächsten Umfrage verwendete er ein fünffach gegliedertes System.
| 1                                                  | 2 | 3 | 4 | 5                                                   |
| -------------------------------------------------- | - | - | - | --------------------------------------------------- |
| exklusiv sexuelles Interesse am anderen Geschlecht |   |   |   | exklusiv sexuelles Interesse am gleichen Geschlecht |

Auf Asexuelle wird bei solchen Fragen fast nie eingegangen.
Ebenso werden weitere Geschlechtsidentitäten außerhalb von Mann oder Frau, wie z. B. intergeschlechtliche Personen und das Begehren derer, außenvor gelassen.
Oft wird diese Dimension als „sexuelle Identität“ bezeichnet, was man als vereinfachende Zusammenfassung ansehen, die aber zu Verwirrung führen kann. Die sexuelle Orientierung ist nur eine von mehreren Dimensionen der spezifischen sexuellen Identität. International kommt es mit der sexual identity ebenso zu Verwirrungen, spezifischer kann man diese Dimension als sexual orientation identity bezeichnen.

### Sexualverhalten
Hierbei werden Fragen nach dem Sexualverhalten in einem bestimmten Zeitraum verwendet, wobei folgende zeitliche Eingrenzungen üblich sind:
- im gesamten Leben (Als alleinige Frage ist unklar, ob auch präpubertäre Erlebnisse gemeint sind. Viele solcher Erlebnisse sind später vergessen oder der Befragte bezieht sie oft nicht ein.)
- präpubertär (wird selten gefragt, da meist nicht relevant)
- seit der Pubertät; seit Beginn der Pubertät; seit dem 12., 13., 14., 15., 16. Lebensjahr
- zwischen Pubertät und Erwachsenenalter
- als Erwachsener; im Erwachsenenalter; seit dem 18. Lebensjahr; seit dem 21. Lebensjahr (Zeitpunkte der Volljährigkeit)
- innerhalb der letzten fünf Jahre
- innerhalb des letzten Jahres; innerhalb der letzten zwölf Monate

Gebhard definierte homosexuelles Verhalten als physischen „Kontakt zwischen zwei Personen gleichen Geschlechts, dessen sexuelle Natur von beiden erkannt wird und der normalerweise in sexueller Erregung endet.“ Da die sexuelle Natur des Kontaktes erkannt werden muss, ist auch dies nicht nur eine Verhaltens-, sondern auch eine Erlebnisdimension. Kinsey und andere fragten ganz gezielt einzelne Sexualpraktiken und die Anzahl der Orgasmen dabei ab. Heute wird oft gefragt: „Hatten Sie im letzten Jahr Sexualkontakte mit a.) einer Frau, b.) mit einem Mann.“ Was als Sexualkontakt zählt, wird dabei meist der befragten Person überlassen.
Die Art der Sexualpraktiken ist auch kulturell bedingt und zeitlich variabel (siehe bspw. Telefonsex und Sexting). Manches wird möglicherweise in einer Kultur als Sexualpraktik eingestuft, in einer anderen jedoch nicht. Manches ist eher eindeutig als Sexualkontakt einzustufen (etwa Vaginalverkehr, Oralverkehr), anderes ist von der sozialen Konstruktion des Begriffs Sexualität abhängig (etwa Küssen, Streicheln, Händchen halten). Es ist anzunehmen, dass es eine gewisse Deckung gibt zwischen dem, was Sexualforscher im konkreten Fall meinen und dem, was die befragten Personen darunter verstehen, dies ist aber nicht empirisch bewiesen.
Die ausschließliche Verwendung der Verhaltensdimension hat auch bei der Unterscheidung zwischen den Kategorien viele Nachteile. So wird jeder als homo- oder bisexuell eingestuft, der einen gleichgeschlechtlichen Sexualkontakt hatte, auch wenn er bei näherer Betrachtung intuitiv als heterosexuell eingestuft werden würde. Dies ist besonders häufig im Jugendalter der Fall, obwohl später eine stabile heterosexuelle Identität und Erlebensweise entwickelt wird. Auch gibt es situationsgebundene gleichgeschlechtliche Sexualkontakte, etwa in einem Gefängnis.
Auch sexuelle Gewalt in Männergefängnissen stellt die Validität der Verhaltensdimension infrage, da bei den Tätern eher Macht- und Kontrollbedürfnisse eine Rolle spielen und kaum (homo)sexuelle Bedürfnisse. Umgekehrt würde jemand als heterosexuell eingestuft werden, der zufälligerweise einen gegengeschlechtlichen Sexualkontakt hatte, sich aber sonst als homosexuell empfindet. Personen, die im abgefragten Zeitraum gar keinen Sexualkontakt hatten, werden überhaupt nicht erfasst, auch wenn sie eindeutige Empfindungen haben und vielleicht auf der Suche nach einem Partner sind. Besonders Jugendliche sind sich häufig schon ihrer sexuellen Orientierung bewusst, ohne dass sie je gleichgeschlechtliche Sexualkontakte hatten. Manchmal werden auch jene ohne Sexualkontakt den Heterosexuellen zugeordnet und nicht extra ausgewiesen.
Personen werden in dieser Dimension seit den 1990ern präziser auch als Männer, die Sex mit Männern haben oder Frauen, die Sex mit Frauen haben beschrieben.
International bezeichnet man diese Dimension als „sexual behavior“.

### Erleben/Anziehung
In psychologischen Untersuchungen werden neben dem Verhaltensaspekt auch kognitive und/oder emotionelle Aspekte berücksichtigt. Dies sind etwa Phantasien, romantische Gefühle/Gedanken, Gefühle sexueller Anziehungskraft oder Verliebtheitsgefühle. Man erhält verschiedene Prozentsätze des Vorkommens dieser verschiedenen Konstrukte und innerhalb dieser wieder Unterschiede je nach Geschlecht und Alter. Nach Gebhard könnte homosexuelles Empfinden „definiert werden als das Verlangen für einen solchen physischen Kontakt und/oder bewusste sexuelle Erregung beim Denken an oder Sehen von Personen gleichen Geschlechts.“ Plöderl schlägt folgende Definition vor: „Homosexuelles Erleben einer Person x liegt vor, wenn die Person x zumindest eine Person gleichen Geschlechts mental repräsentiert, und wenn diese Repräsentation entweder mit sexueller Erregung oder romantischen- oder Verliebtheitsgefühlen einhergehen oder dazu führen.“ Die Frage kann auch wie beim Sexualverhalten durch Zeitraumeingrenzungen genauer spezifiziert werden.
Die Einbeziehung oder exklusive Verwendung der Erlebnisdimension hat folgende Aspekte:
- Homosexuelle Gedanken und Gefühle sind im Schnitt in allen Studien vor dem sexuellen Verhalten und mehrere Jahre vor der Selbstidentifikation präsent.
- Die Erlebnisdimension ist in der Entwicklung zeitlich stabiler als die Verhaltens- oder Identitätsdimension.
- Man kann zeit- und kulturabhängige Begriffe der Selbstidentifikation vermeiden.
- Erlebnisaspekte von Homosexualität werden in Untersuchungen eher angegeben als Selbstidentifikation.
- Jugendliche verweigern am wenigsten Fragen zum Sexualverhalten, jedoch geben viele Jugendliche an, noch keine Sexualkontakte gehabt zu haben.
- Es transportiert die interkulturelle Essenz des Phänomens Homosexualität.
- Sie lässt offen, ob Homosexualität nun wesenhaft ist oder nicht.
- negativ: Kulturelle und biologische Einflüsse werden weniger beachtet.

International spricht man von „sexual attraction“.

## Kategorisierungsmodelle – Multidimensional

### Eindimensionale vs. multidimensionale Kategorisierung
Sell kritisierte 1996 eindimensionale Kategorisierungen und schlug vor, alle drei Dimensionen getrennt zu erfassen, da sie voneinander unabhängig seien. Sie entwickelte dazu ein eigenes Instrument, das alle Ausprägungen in allen Dimensionen erfasst. Außerdem ist eine Übersetzung in die häufig verwendete Kinsey-Skala möglich.
Für manche Anwendungen ist die Verwendung von getrennten Dimensionen auch unumgänglich, besonders wenn die untersuchten abhängigen Variablen damit zusammenhängen. So zeigte etwa eine Studie von Remafedi 1991 bezüglich der Suizidversuchsrate von Jugendlichen, dass jene, die sich als homosexuell bezeichnen, eine höhere Rate hatten als jene, die sich homosexuell betätigen, aber nicht so bezeichnen. Der Wissensstand hierzu ist jedoch widersprüchlich.
Für Erwachsene ist die Korrelation der Erlebnis-, Verhaltens- und Identifikationsdimension relativ hoch. Nach Ansicht Plöderls ist die Wahl der Dimension vor allem bei der Klassifikation von strittigen Fällen und bei der Untersuchung von Jugendlichen entscheidend. Die hohe Korrelation ist meist über die Hälfte, jedoch bestehen in verschiedenen Untersuchungen Unterschiede bis zu 20 %.

### Kinsey-Skala

Kinsey-Skala

Die Kinsey-Skala wurde 1948 eingeführt und ist die berühmteste Einteilung. Sie versteht sich als bipolares Hilfsmittel, Menschen zwischen den Extremen Homosexualität und Heterosexualität einzusortieren. Ausschlaggebend sind dafür sowohl sexuelle Handlungen als auch psychische Erfahrungen. Einige Wissenschaftler lassen heute die Einbeziehung beider Aspekte beiseite. Kinsey selbst stellte viele sehr konkrete Fragen beim Sexualverhalten, auch zu den einzelnen Sexualpraktiken und ob man dabei einen Orgasmus erlebte.

### Shively-DeCecco-Skala
| Stufe | physische Anziehung   | physische Anziehung |                       | emotionelle Anziehung | emotionelle Anziehung |
| ----- | --------------------- | ------------------- | --------------------- | --------------------- | --------------------- |
| 5     | sehr heteros.         | sehr homos.         | sehr heteros.         | sehr homos.           |                       |
| 4     |                       |                     |                       |                       |                       |
| 3     | einigermaßen heteros. | einigermaßen homos. | einigermaßen heteros. | einigermaßen homos.   |                       |
| 2     |                       |                     |                       |                       |                       |
| 1     | gar nicht heteros.    | gar nicht homos.    | gar nicht heteros.    | gar nicht homos.      |                       |

Michael G. Shively und John P. DeCecco führten 1977 bei ihrer Beschreibung der sexuellen Identität zwei fünfteilige Doppelskalen für die Beschreibung der sexuellen Orientierung und des Verhaltens ein (Shively and DeCecco Scale (SDS), zweidimensional, unipolar). Sexuelle Identität teilten sie ein in (a) biologisches Geschlecht; (b) Geschlechtsidentität; (c) Geschlechtsausdruck; (d) sexuelle Orientierung; (e) sexuelles Verhalten. Sie maßen somit physische (physical preference, sexual attraction) und emotionelle (affectional preference, emotional attraction) Anziehung getrennt. Zusätzlich verwendeten sie für beide Präferenzen getrennte fünfstufige Skalen für Heterosexualität und Homosexualität. Wer überall den niedrigsten Wert hat, ist asexuell, wer überall den höchsten Wert hat, ist bisexuell. Interessant ist es vor allem auch, um Veränderungen der Orientierung zu beurteilen, da eine Abnahme homosexueller Anziehung nicht die gleichzeitige Zunahme heterosexueller Anziehung verursacht. Manche Wissenschaftler legen physische und emotionelle Anziehung zusammen.

### Klein Sexual Orientation Grid
| Variablen | Variablen                | Vergangenheit | Gegenwart | Idealvorstellung |
| --------- | ------------------------ | ------------- | --------- | ---------------- |
| A         | Sexuelle Anziehung       |               |           |                  |
| B         | Sexualverhalten          |               |           |                  |
| C         | Sexuelle Phantasien      |               |           |                  |
| D         | Emotionale Vorliebe      |               |           |                  |
| E         | Soziale Vorliebe         |               |           |                  |
| F         | Lebensstil (Hetero/Homo) |               |           |                  |
| G         | Selbstidentifizierung    |               |           |                  |

Der US-amerikanische Therapeut Fritz Klein schrieb vor allem zum Thema Bisexualität. Er griff verschiedene Anregungen Kinseys auf und konstruierte ein „Raster der sexuellen Orientierung“ (Klein Sexual Orientation Grid, KSOG), welches 1985 veröffentlicht wurde. In diesem werden sieben bipolare Variablen in drei Dimensionen aufgeschlüsselt. Unterschieden wird zwischen dem, was vor über einem Jahr war als Vergangenheit, dem wie es im letzten Jahr war und der Idealvorstellung, wie man es sich wünschen würde. In jedes dieser 21 Felder wird eine an die Kinsey-Skala angelehnte Zahl von 1 bis 7 eingetragen (entspricht bei Kinsey 0–6). Das vollständig ausgefüllte Raster gibt ein sehr individuelles Bild, welches sich auch in größeren Gruppen (beispielsweise Vorlesungsteilnehmer) kaum jemals exakt wiederholt. Und trotzdem ist es bestenfalls ein simpler Behelf, die Komplexität dessen zu erfassen, was man heute unter Sexueller Orientierung versteht. Auf Asexualität wird dabei nicht eingegangen.
- Für die Variablen A–E sind folgende Werte vorgesehen: 1/7 – nur das andere/eigene Geschlecht; 2/6 – meistens das andere/eigene Geschlecht; 3/5 – einigermaßen das andere/eigene Geschlecht; 4 – beide Geschlechter gleich.
- Für die Variablen F und G sind folgende Werte vorgesehen: 1/7 – nur heterosexuell/homosexuell; 2/6 – meistens heterosexuell/homosexuell; 3/5 – mehr heterosexuell/homosexuell; 4 – hetero/homosexuell gleich.

Emotionale Vorliebe bedeutet etwa, in wen man sich verliebt. Soziale Vorliebe beschreibt, mit wem man gerne zusammen ist. Lebensstil beschreibt bei Klein, in welchem sozialen Umfeld man sich bewegt, welche sexuelle Identität die Freunde und Bekannten haben.

### Multidimensional Scale of Sexuality
Berkey, Perelman-Hall und Kurdek entwickelten 1990 die Multidimensional Scale of Sexuality (MSS) mit 45 Fragen. Jede der Fragen wird dahingehend beantwortet ob sie für einen selbst wahr oder falsch ist. Es werden fünf Aspekte der sexuellen Orientierung berücksichtigt:
1. sexuelles Verhalten (sexual behaviour)
2. sexuelle Anziehung (sexual attraction)
3. Erregung bei erotischem Material (arousal to erotic material)
4. emotionelle Faktoren (emotional factors)
5. sexuelle Träume und Fantasien (sexual dreams and fantasies)

Für jeden dieser fünf Aspekte wurden je neun Fragen entwickelt, welche jeweils folgende Kategorien abdecken sollen:
1. heterosexuell
2. heterosexuell mit etwas Homosexualität
3. gleichzeitig bisexuell (concurrent bisexual)
4. sequentiell bisexuell (sequential bisexual)
5. homosexuell mit etwas Heterosexualität
6. früher heterosexuell jetzt homosexuell
7. homosexuell
8. früher homosexuell, jetzt heterosexuell
9. asexuell

Die Frage 1,6 lautet beispielsweise: „In der Vergangenheit hatte ich sexuelle Kontakte mit Mitgliedern des anderen Geschlechts, aber heute habe ich nur sexuelle Kontakte mit Mitgliedern meines eigenen Geschlechts.“ („In the past I have engaged in sexual activity with members of the opposite sex, but currently I engage in sexual activity only with members of my same sex“) Aus den Antworten zu den fünf Fragen pro Kategorie werden zwei Subscores gebildet, einer für den Verhaltensaspekt (je eine Frage) und einer für den wahrnehmungs-/gefühlsbezogenen-Aspekt (cognitive/affective score, die verbleibenden vier Fragen).
Zusätzlich kann sich jede Versuchsperson einer von neun Kategorien zuordnen, welche mit einer Beschreibung versehenen sind. Der MSS liefert somit ein Profil von 19 Werten, welches sowohl einen zeitlichen Aspekt berücksichtigt, als auch differenzierter auf Bisexualität und Asexualität eingeht als viele andere Tests.

„Inwieweit ihre Art der Scorebildung sinnvoll ist, wäre allerdings zu diskutieren, vor allem vor dem Hintergrund, dass es sich bei Klein et al. (1985) als sinnvoll erwiesen hat, die cognitive/affective scores nicht zusammenzufassen, und sich darüber hinaus die neun Kategorien zumindest dem Augenschein nach als distinkt erweisen könnten und damit eine Informationsreduktion an ganz anderer Stelle möglich und sinnvoll wäre.“

## Ursachen für die Entstehung von nicht heterosexuellem Verhalten
Bis jetzt sind noch keine endgültigen und genauen Ursachen für die Entstehung von nicht heterosexuellen Verhalten identifiziert. Trotzdem gibt es einige Evidenzen für Einflüsse, die eine Rolle bei der Entwicklung davon spielen. Generell geht man momentan davon aus, dass es ein komplexes Zusammenspiel von sowohl biologischen als auch umweltbedingten/sozialen Faktoren ist, wobei den biologischen Faktoren eine größere Rolle zugedacht wird als den sozialen (siehe „Vergleich biologischer und sozialer Einflüsse“).
Biologische Einflussfaktoren
Es gibt viele Befunde, die die Wichtigkeit von biologischen Einflussfaktoren auf die Entwicklung der sexuellen Orientierung betonen. Dabei geht man von drei hauptsächlichen Einflussfaktoren auf die Entwicklung der sexuellen Orientierung aus, nämlich:
- Gene/Erblichkeit
- Gehirnentwicklung
- (pränatale) Hormone und chemische Substanzen

Es gibt wohl nicht den einen Faktor, der die sexuelle Orientierung eines Menschen bestimmt, sondern sie entwickelt sich durch ein komplexes Zusammenspiel dieser biologischen Einflüsse gemeinsam mit umweltbedingten Faktoren.
Allerdings gibt es mehr Nachweise für die Unterstützung einer biologischen Ursachenhypothese als für soziale Ursachen.

### Gene
Zwillings- und Familienstudien haben gezeigt, dass es in manchen Familien Häufungen von Homosexualität gibt. Dies wirft die Frage auf, ob sexuelle Orientierung erblich ist.
In diesem Zusammenhang kann man auf eine Studie von 2019 verweisen, bei der eine genomweite Assoziationsstudie durchgeführt wurde. Dabei wurden die DNA und das sexuelle Verhalten von ca. 500.000 Menschen untersucht. Die Forscher fanden fünf genetische Marker, die mit gleichgeschlechtlichem sexuellen Verhalten assoziiert waren. Allerdings kann man nicht sagen, dass ein einziges Gen für die sexuelle Orientierung verantwortlich ist, vielmehr sind es tausende verschiedene.
Wichtig zu erwähnen ist dabei, dass das in dieser Studie untersuchte sexuelle Verhalten nicht gleich zu werten ist mit sexueller Orientierung. Bei sexuellem Verhalten spielen Faktoren wie etwa die Möglichkeit, das sexuelle Interesse auszuleben, sowie der soziale Druck, bestimmte sexuelle Erfahrungen zu machen, eine Rolle. Die Studie kann damit nicht vollständig für sexuelle Orientierung sprechen.
Forschende haben daraufhin versucht, das sexuelle Verhalten von Personen auf Grundlage der gefundenen genetischen Marker zu berechnen. Die daraus erhaltenen „Polygenic Scores“ waren zwar statistisch signifikant, erklärten jedoch gerade einmal ein Prozent der Unterschiede.

### Anatomische und funktionelle Unterschiede im Gehirn
Anatomische Unterschiede im Gehirn zeigen Zusammenhänge (Korrelationen) mit der sexuellen Orientierung bei Säugetieren, einschließlich des Menschen. Diese Unterschiede bilden sich bereits in der zweiten Hälfte der Schwangerschaft heraus. Levay und Kollegen fanden bspw. geschlechtsspezifisch unterschiedliche Strukturen in der medialen präoptischen Region (im anterioren Hypothalamus), im INAH3. Diese Region war bei Männern ca. dreimal so groß wie bei Frauen.
Es stellte sich heraus, dass dieser Kern bei homosexuellen Männern auch sehr viel kleiner war als bei heterosexuellen oder ganz fehlte. Ob – und falls ja, wie – diese Veränderungen Ursache oder Begleiterscheinungen der sexuellen Orientierung sind, ist jedoch noch nicht (Stand 2023) bekannt.
Auch bezüglich der Aktivität des Gehirns können sich homosexuelle und heterosexuelle Menschen unterscheiden. So sind der Thalamus und der präfrontale Cortex bei heterosexuellen Männern und homosexuellen Frauen stärker aktiviert, wenn sie ein weibliches Gesicht sehen. Bei homosexuellen Männern und heterosexuellen Frauen sind diese Regionen stärker aktiviert, wenn sie ein männliches Gesicht sehen.

### Hormone und chemische Substanzen
Bei der Entwicklung der sexuellen Orientierung spielen Hormone und chemische Substanzen eine wichtige Rolle, und zwar bereits im Mutterleib. Vor allem Pheromone und Testosteron beeinflussen die Entwicklung.
Pheromone beeinflussen allgemein das Sexualverhalten. In Studien wurde herausgefunden, dass männliche Pheromone sowohl die Hypothalamus-Aktivität heterosexueller Frauen als auch die homosexueller Männer stimulieren. Bei heterosexuellen Männern rufen diese männlichen Pheromone jedoch keine Reaktion hervor. Dazu sei gesagt, dass der Hypothalamus mit Instinktverhalten und Sexualfunktionen assoziiert ist.
Ein weiterer Befund ist, dass Mädchen, die im Mutterleib einen hohen Testosteronspiegel aufweisen (etwa aufgrund der Nebennierenerkrankung CAH), mit höherer Wahrscheinlichkeit bi- oder homosexuell werden.

### Einfluss der sexuellen Orientierung von Eltern
Es gibt einige Studien, die den Einfluss der Eltern auf die Entwicklung der sexuellen Orientierung der Kinder untersuchen.
Eine Studie von N. Carone et al. untersuchte, ob es einen Unterschied in der Entwicklung zwischen Kindern von homosexuellen Vätern, homosexuellen Müttern und heterosexuellen Eltern gibt. Es wurden 120 Kinder im Alter von drei bis neun Jahren untersucht. In dieser Studie besuchten Forscher die einzelnen Familien. Die Forscher erhoben Daten von den Eltern durch einen Fragebogen. In dem Fragebogen ging es überwiegend um die Frage, wer was im Haushalt erledigt. Sie stellten außerdem Fragen, womit die Kinder hauptsächlich spielen und wie sie sich kleiden. Die Kinder nahmen an einer fünfminütigen Freispielsitzung teil, bei der die Forscher die Kinder beobachteten. Jedem Kind wurde ein Rucksack zur Verfügung gestellt, der verschiedene Spielzeuge enthielt, insgesamt 15 Stück; davon waren jeweils fünf Jungen-typisches Spielzeug (etwa Baukasten und Lastwagen), Mädchen-typisches Spielzeug (etwa Plüschpferd und Teeservice) und geschlechtsneutrales Spielzeug (etwa Telefon und Bücher). Die Forscher notierten die Anzahl der Sekunden, mit der ein Kind mit einem Spielzeug beschäftigt war. Im Endeffekt fand die Studie heraus, dass Kinder von heterosexuellen Eltern und homosexuellen Vätern in ihrem Verhalten und im Spiel als männlicher oder weiblicher angesehen werden als Kinder von homosexuellen Müttern.
Andere Studien untersuchten die sexuelle Orientierung von Erwachsenen, die bei homosexuellen Müttern aufgewachsen sind. Die Ergebnisse deuten darauf hin, dass die sexuelle Orientierung von Erwachsenen nicht von der sexuellen Orientierung der Mütter abhängig ist.

### Einfluss des Umgangs von Eltern mit der Sexualität ihrer Kinder
Ein weiterer wichtiger Faktor ist die elterliche Unterstützung und Ablehnung. Die elterlichen Reaktionen beeinflussen die Identitätsentwicklung von Kindern. Wenn Jugendliche und junge Erwachsene elterliche Ablehnung erleben, dann haben sie oft ein geringeres Selbstwertgefühl. Im Gegensatz dazu haben Jugendliche und junge Erwachsene ein hohes Selbstwertgefühl, wenn sie elterliche Unterstützung erleben. Die elterliche Ablehnung der Sexualität von Jugendlichen gilt als eines der wichtigsten Probleme homosexueller Jugendlicher. Sie kann zu Depressionen oder Selbstmordgedanken führen.

### Anzeichen in der Kindheit
Das Einzige in vielen Studien nachgewiesene Anzeichen in der Kindheit, das für eine spätere nicht heterosexuelle Orientierung spricht, ist das geschlechtsuntypische Verhalten im Kindesalter. Dies wurde sowohl in Zwillingsstudien nachgewiesen, bei denen ein Zwilling später heterosexuell und der andere dies nicht war, als auch in Längsschnittstudien, bei denen die Kinder dreimal im Kindergarten- und Vorschulalter beobachtet und später dann die gleichen Kinder im Alter von 15 Jahren zu ihrer sexuellen Orientierung befragt wurden.
Kinder, die sich später in eine nichtheterosexuelle Richtung entwickeln, haben oft mehr Interesse an typischen Aktivitäten, Spielsachen und Spielkameraden des anderen Geschlechts als an denen des gleichen Geschlechts. Das bedeutet, dass Jungen, die sich später nicht heterosexuell orientieren, oft lieber mit Mädchen zusammen mit Puppen oder „Vater, Mutter, Kind“ oder Ähnliches spielen, während Mädchen, die sich später nicht heterosexuell entwickeln, lieber mit Jungen in ihrem Alter mit Spielzeugautos spielen. Geschlechtsuntypische Verhaltensweisen und Interessen im Alter von drei bis fünf Jahren sind meist konsistente Vorhersagen für die sexuelle Orientierung im Alter von 15 Jahren. Bei Jungen ist das Vorschulalter auch noch eine Phase, die gut zur Vorhersage der sexuellen Orientierung im Jugendalter genutzt werden kann.
Das geschlechtsuntypische Verhalten tritt intensiver bei später homosexuellen als bei später bisexuellen Kindern auf.
In diesem Zusammenhang wird hervorgehoben, dass nicht alle Kinder, die geschlechtsuntypische Verhaltensweisen während ihrer Kindheit durchlaufen, später eine nichtheterosexuelle Entwicklung aufweisen, und auch, dass Eltern, falls die Kinder ein geschlechtsuntypisches Verhalten aufweisen, den Prozess der sexuellen Orientierung nicht aufhalten können, indem sie ihren Kindern beispielsweise verbieten, mit den Spielsachen und Spielkameraden zu spielen, mit denen sie gerne spielen möchten.

### Vergleich biologischer und sozialer Einflüsse
Insgesamt ist festzuhalten, dass biologische Ursachen für eine spätere Nichtheterosexualität als wahrscheinlicher gelten als soziale Ursachen.
Dafür spricht, dass die Anzeichen in der Kindheit (geschlechtsuntypische Verhaltensweisen, siehe „Interessen von nicht heterosexuellen Kindern“) so früh auftreten, dass die Kinder zum einen noch nicht so stark sozial beeinflusst sein können und zum anderen die Entwicklung sexueller Interessen noch sehr weit entfernt ist.
Des Weiteren ist der Einfluss der Anzahl älterer Brüder bei später nicht heterosexuellen Männern ebenfalls kein sozialer Einfluss (siehe „Anzahl älterer Brüder“) und gilt als ein bewiesener Aspekt der Beeinflussung der sexuellen Orientierung.
Bei Zwillingsstudien kamen Forschende auf das Ergebnis, dass sexuell unterschiedliche Orientierungen zwischen den Zwillingen zu 20–60 % genetisch bedingt waren.
Als weithin anerkannt gilt, dass Unterstützer der Biologische-Ursachen-Hypothese der Nichtheterosexualität gegenüber deutlich toleranter eingestellt sind, unabhängig von ihrer eigenen sexuellen Orientierung, als Unterstützer der Soziale-Ursachen-Hypothese.

## Historische Aspekte
Der Gedanke einer sexuellen Orientierung existierte vor dem 19. Jahrhundert noch nicht; heterosexueller Vaginalverkehr galt als allgemeine Normalität. Gleichgeschlechtliche Beziehungen waren unbedingt als asexuell und als nicht zu romantisch anzusehen. Unter anderem führte dies auch dazu, dass etwa Karl Heinrich Ulrichs oder Magnus Hirschfeld Konzepte „sexueller Zwischenstufen“ zwischen Mann und Frau entwickelten, da Liebe zum gleichen Geschlecht eine Unmöglichkeit darstellte. Andere Formen von Sexualverkehr wurden ebenfalls als ein allgemein verbreitetes Laster angesehen, also nicht als etwas, das nur bestimmte Personengruppen betraf. So wurde, und wird manchmal noch heute, der Begriff der „sexuellen Neigung“ verwendet, der viel weiter definiert ist.
Ab dem 19. Jahrhundert bis weit ins 20. Jahrhundert hinein wurde häufiger der Begriff „sexuelle Veranlagung“ gebraucht. Daran war von verschiedenen Seiten die Kritik erhoben worden, dass damit implizit eine Vererblichkeit und eine Unabänderlichkeit behauptet würde, für die es keine Belege gebe.
Im Jahre 2008 ist durch eine britisch/schwedische Zwillingsstudie widerlegt worden, dass sexuelle Orientierung vollkommen durch die Gene vorausbestimmt wird. Da das menschliche Genom aber keineswegs festzustehen scheint, sondern sich immer wieder verändert, ist ein Deuten der Studie nicht ohne Schwierigkeiten möglich.
Der Begriff „sexuelle Orientierung“ trägt dem Umstand Rechnung, dass es im Laufe des Lebens Veränderungen der sexuellen Orientierung geben kann.
In vielen nicht-westlichen Kulturen hat sich der Gedanke einer sexuellen Orientierung erst in den letzten Jahrzehnten verbreitet. Doch wurden in einigen Kulturen gleichgeschlechtliche Beziehungen und gleichgeschlechtliche Sexualität als nicht unbedingt verwerflich, gleichgeschlechtliche Liebe nicht als unmöglich angesehen oder es gab die soziale Rolle eines dritten Geschlechts, bestimmte Funktionen wie Medizinmänner und ähnliches, in die man sich eventuell einfügen konnte. Teilweise gibt es solche Kulturen noch immer. In anderen Kulturen wurden solche Ansichten durch Kolonialisierung und Christianisierung oder später auch Islamisierung verdrängt, teilweise gewaltsam bekämpft und oft wurden auch die – teilweise bis zum heutigen Tag geltenden – Gesetze gegen Homosexualität der Kolonialmächte eingeführt.
Die sexuelle Orientierung ist Gegenstand von Erklärungen und Resolutionen der Vereinten Nationen über die sexuelle Orientierung und geschlechtliche Identität.

## Rechtliche Aspekte
Der Begriff Sexuelle Orientierung hat inzwischen auch Eingang in die Rechtssprache gefunden. Artikel 2 Absatz 3 der Landesverfassung von Thüringen verbietet die Bevorzugung und die Benachteiligung von Personen wegen ihrer sexuellen Orientierung. Dies stellt einen Teilaspekt der zunehmenden Anerkennung des Rechts auf sexueller Selbstbestimmung dar.
Ein Verbot der Diskriminierung wegen der „sexuellen Identität“ findet sich in den Landesverfassungen von Berlin, Brandenburg und Bremen. „Sexuelle Identität“ soll jedoch im Gegensatz zu „sexueller Orientierung“ auch Transgeschlechtliche mit einschließen; dies ist aber umstritten, da es sich hier gerade nicht primär oder unbedingt um eine Frage der Sexualität oder Partnerschaft handelt.
Das Recht der Europäischen Gemeinschaft verwendet an einigen Stellen den Begriff „sexuelle Ausrichtung“, der mit „sexueller Orientierung“ identisch sein dürfte, etwa in der Grundrechtecharta (Art. 21 Absatz 1; Verbot der Diskriminierung) und in der Richtlinie 2000/78/EG des Rates zur Festlegung eines allgemeinen Rahmens für die Verwirklichung der Gleichbehandlung in Beschäftigung und Beruf, die neben anderen Diskriminierungen solche wegen der „sexuellen Ausrichtung“ bekämpfen soll.
Sowohl in der Internationalen statistischen Klassifikation der Krankheiten und verwandter Gesundheitsprobleme (ICD, F65.4) als auch im einflussreichen amerikanischen Diagnostic and Statistical Manual (DSM-IV, 302.2) wird Pädophilie als psychische Störung aufgeführt. Daraus entstehende Handlungen werden mehrheitlich als dissexuell angesehen und werden deshalb strafrechtlich geahndet. Deshalb ist Pädophilie bei allen Antidiskriminierungsbestimmungen bezüglich sexueller Orientierung (oder verwendeter Synonyme) und sexueller Identität immer ausgenommen, egal ob sie als eigene Orientierung, als sexuelle Ausrichtung nach Ahlers et al. oder als sexuelle Präferenz betrachtet wird.

## Psychologische Aspekte
Es ist bisher noch nicht abschließend geklärt, wann und wie die sexuelle Orientierung eines Menschen festgelegt wird. Nach herrschender Meinung gilt jedoch als gesichert, dass die sexuelle Orientierung, nachdem sie sich gebildet hat, weitgehend unveränderlich feststeht, auch wenn im Umfeld religiöser Minderheiten gelegentlich eine abweichende Mindermeinung vertreten wird (vergleiche auch Ex-Gay-Bewegung).
Weiterhin wird als gesichert angenommen, dass die sexuelle Orientierung sich bereits sehr früh im Leben herausbildet. Es gibt starke Indizien, die auf genetische Komponenten der sexuellen Orientierung hindeuten (vergleiche auch Hauptartikel Homosexualität). Bisher unbelegt sind Hypothesen, dass die Hormonversorgung während der Schwangerschaft eine Rolle spielen könnte.
Keine Belege fanden sich bisher für die Behauptung, die sexuelle Orientierung würde durch die Erziehung oder durch Verführungserlebnisse in Kindheit oder Pubertät beeinflusst.
Einen integrativen Ansatz zur wissenschaftlichen Klärung der Entstehung von sexueller Orientierung lieferte Daryl Bem mit der „Exotic-Becomes-Erotic“-Theorie.

## Psychiatrische Aspekte
Im ICD-10 ist extra angemerkt, dass sexuelle Orientierungen als solche nicht als Störungen anzusehen sind. Wohl aber können „Psychische und Verhaltensstörungen in Verbindung mit der sexuellen Entwicklung und Orientierung“ diagnostiziert werden (Code F66).
Hierzu zählen die „Ichdystone Sexualorientierung“ (F66.1), bei der die Betreffenden wünschen, ihre sexuelle Orientierung zu ändern, die „Sexuelle Reifungskrise“ (F66.0), die sich auf psychische Probleme im Zusammenhang mit Unsicherheit oder Wandel der Sexualorientierung oder Geschlechtsidentität bezieht, und die „Sexuelle Beziehungsstörung“ (F66.2), bei der die Geschlechtsidentität oder sexuelle Orientierung Probleme bereitet im Hinblick auf bestehende oder angestrebte sexuelle Beziehungen.
Im DSM-IV gibt es nur unter „Sexuelle- und Geschlechtsidentitätsstörung“ die allgemeine Kategorie „nicht näher bezeichnete sexuelle Störung“ (302.9), unter der auch ein „andauerndes und ausgeprägtes Leiden an der sexuellen Orientierung“ diagnostiziert werden kann.
Unter „sexueller Orientierung“ werden nur Hetero-, Homo- und Bi- und Asexualität verstanden, nicht Paraphilien, also die von der „Norm“ abweichenden sexuelle Vorlieben.